# Chotěboř
Chotěboř (pronunciación checa: [xocɛbor̝̊]; en alemán: Chotieborsch) es una ciudad en el distrito de Havlíčkův Brod, Región de Vysocina, República Checa. Pertenece a la tierra histórica de Bohemia. En el último censo (2005) tenía una población de 9379.